# En förtjusande pojke
En förtjusande pojke (originaltitel: Sylvia Scarlett) är en amerikansk romantisk komedi från 1935, med Katharine Hepburn i huvudrollen. I birollerna ser vi bland andra Cary Grant och Edmund Gwenn. Filmen regisserades av George Cukor.

## Handling
Henry Scarlett (Edmund Gwenn) och hans dotter Sylvia Scarlett (Katharine Hepburn) flyr till Frankrike för att undvika myndigheterna i England. Sylvia tvingas klä ut sig till pojke för att undvika att bli upptäckt. Väl i Frankrike slår de sig ihop med en småfifflare (Cary Grant) för att senare börja underhålla folk tillsammans med ett resande teatersällskap. Och ingen verkar upptäcka att Sylvia inte är en pojke.

## Om filmen
Den första filmen där Katharine Hepburn spelade mot Cary Grant, något som skulle upprepas i succéer som Ingen fara på taket och En skön historia.

## Rollista (i urval)
- Katharine Hepburn
- Edmund Gwenn
- Cary Grant
- Brian Aherne